# Ethan Lowe
Pour les articles homonymes, voir Lowe.
Pas d'image ? Cliquez ici

a Compétitions nationales et continentales officielles uniquement.

b Matchs officiels uniquement.
Ethan Lowe, né le 20 mars 1991 à Goondiwindi (Australie), est un joueur de rugby à XIII australien  au poste de deuxième ligne, de troisième ligne, de pilier ou de centre dans les années 2010. Il fait ses débuts en National Rugby League en 2013 avec les Cowboys de North Queensland avec lesquels il remporte la finale de NRL en 2015, puis rejoint en 2019 les Rabbitohs de South Sydney. Il connaît également des sélections pour le State of Origin avec le Queensland à partir de 2019.

## Palmarès
- Collectif :
  - Vainqueur du World Club Challenge : 2016 (North Queensland).
  - Vainqueur de la National Rugby League : 2015 (North Queensland).
  - Finaliste  de la National Rugby League : 2017 (North Queensland).

## Détails

### En club
| Saison | Club                     | Compétition           | Matchs | Points | Essais | Buts | Drop |
| ------ | ------------------------ | --------------------- | ------ | ------ | ------ | ---- | ---- |
| 2013   | North Queensland Cowboys | National Rugby League | 2      | 10     | 1      | 3    | 0    |
| 2014   | North Queensland Cowboys | National Rugby League | 10     | 20     | 3      | 4    | 0    |
| 2015   | North Queensland Cowboys | National Rugby League | 28     | 32     | 4      | 8    | 0    |
| 2016   | North Queensland Cowboys | National Rugby League | 25     | 50     | 9      | 7    | 0    |
| 2017   | North Queensland Cowboys | National Rugby League | 28     | 102    | 2      | 47   | 0    |
| 2018   | North Queensland Cowboys | National Rugby League | 15     | 0      | 0      | 0    |      |
| 2019   | South Sydney Rabbitohs   | National Rugby League | 15     | 8      | 2      | 0    | 0    |